# Іменний указ
Іменний указ — у Московській державі, згодом у Російській імперії — юридична форма волевиявлення самодержавної і необмеженої влади монарха. Мав силу закону. На відміну від так званих оголошуваних указів у словесній формі іменні укази видавалися в письмовій формі й були звернені до відповідних державних установ або посадових осіб — сенату, колегій чи міністерств, губернаторів, генерал-прокурорів тощо.
Іменні укази відомі ще з часів царювання Михайла Федоровича. Особливо широко послуговувався ними Петро I («Про заснування губерній та про розпис до них міст» від 29(18) липня 1708, «Про фіскалів» від 13(2) березня 1711 та інші) Фіскали — спеціальний штат чиновників для негласного контролю за діяльністю державного апарату.
З утворенням Державної ради Російської імперії (1810) питома вага іменної форми указного законодавства в Росії істотно зменшилася. Здебільшого іменні укази видавалися з питань, які мали особливе політичне значення. Наприклад, 23(10) квітня 1905 видано іменний указ про майнову відповідальність сільських громад, селяни яких брали участь у заворушеннях у Прибалтиці під час революції 1905—1907. Були також іменні укази з питань експропріації, призову на військову службу чинів запасу, визначення щорічної кількості рекрутів тощо. Іменні укази, які мали загальнодержавне значення і не належали до таємних, публікувалися відкрито та включалися до Зводу законів Російської імперії.